# Araneus flavosellatus
Araneus flavosellatus là một loài nhện trong họ Araneidae.
Loài này thuộc chi Araneus. Araneus flavosellatus được Eugène Simon miêu tả năm 1895.